# Balsa Nova (kommun)
Balsa Nova är en kommun i Brasilien.   Den ligger i delstaten Paraná, i den södra delen av landet, 1 100 km söder om huvudstaden Brasília. Antalet invånare är 11 294.
Följande samhällen finns i Balsa Nova:
- Balsa Nova

I omgivningarna runt Balsa Nova växer huvudsakligen savannskog. Runt Balsa Nova är det ganska glesbefolkat, med 32 invånare per kvadratkilometer.